# 好人理查號兩棲攻擊艦
好人理查號兩棲攻擊艦（英語：USS Bonhomme Richard LHD-6）是一艘隸屬於美國海軍的黃蜂級兩棲攻擊艦，為美國海軍第三艘以法文「好人理查」（Bon Homme Richard，班傑明·富蘭克林的筆名）命名的同名軍艦。

## 历史
英戈爾斯造船廠於1992年12月11日奪得好人理查號的建造合約，新艦於1997年3月14日完工下水，其下水時的擲瓶式由喬伊絲·穆爾沙（Joyce Murtha）——賓州眾議員約翰·穆爾沙之妻舉行。1998年8月15日，該艦在沒有就役儀式的狀況下，在佛羅里達州的潘薩科拉海軍航空站開始服役。2012年4月23日，原本以加利福尼亞州聖地牙哥海军基地為母港的好人理查號正式移防至日本長崎縣佐世保海軍基地，以取代原本前線部署於該地的艾賽克斯號（USS Essex LHD-2）。
2013年9月，好人理查號原定在香港停留5日，惟因為遇上超強颱風天兔吹襲香港，軍艦被迫提早離開。
2014年4月17日，美國政府指派此艦前往韓國西南部海域參與世越號沉沒事故的救援行動。
2018年5月8日，好人理查号调回原母港圣地牙哥海军基地。
2020年7月12日，靠泊在美國加州聖地牙哥海軍基地的好人理查號爆炸起火，至少59名人員（36名船員及23名平民）受傷送醫及艦體受損。大火直至16日才被撲滅。
2020年11月30日，美国海军决定对该舰实行退役报废处理。

## 火灾导致报废
2020年7月12日早上，正停靠在加州聖地牙哥港口进行施工改造以搭載陸戰隊F-35B的好人理查德号两栖攻击舰突发大火，火灾延燒4天才被撲滅。同年11月30日该舰被美国海军实施退役报废处理。此例失火案成為海軍近代史上損失最慘重的失火案之一。
美国海军官員表示，修復這艘軍艦將耗費25億美元至32億美元，需時5至7年，而且全艦約60%必須替換。美国海军部长肯尼思·布雷思韦特表示：“在大範圍估算材料費用、考量並評估多種作法後，我們的結論是修復她在費用上並不明智”。
好人理查號1998年服役時造價為7億5000萬美元，相當於2020年的12億美元左右。
2021年7月29日，美國海軍宣佈將一名在該艦服役的水兵以《統一軍法典》第126條縱火罪，以及第110條危及船艦罪提起告訴，因有證據表明該水兵涉嫌縱火燒毀好人理查德号。該案將於2022年9月開庭。軍事法庭的法官2022年9月30日裁定，沒有足夠的證據表明遭起訴新兵瑞恩·梅斯（Seaman Recruit Ryan Mays）放火，因此兩項罪名均不成立。

## 圖片集

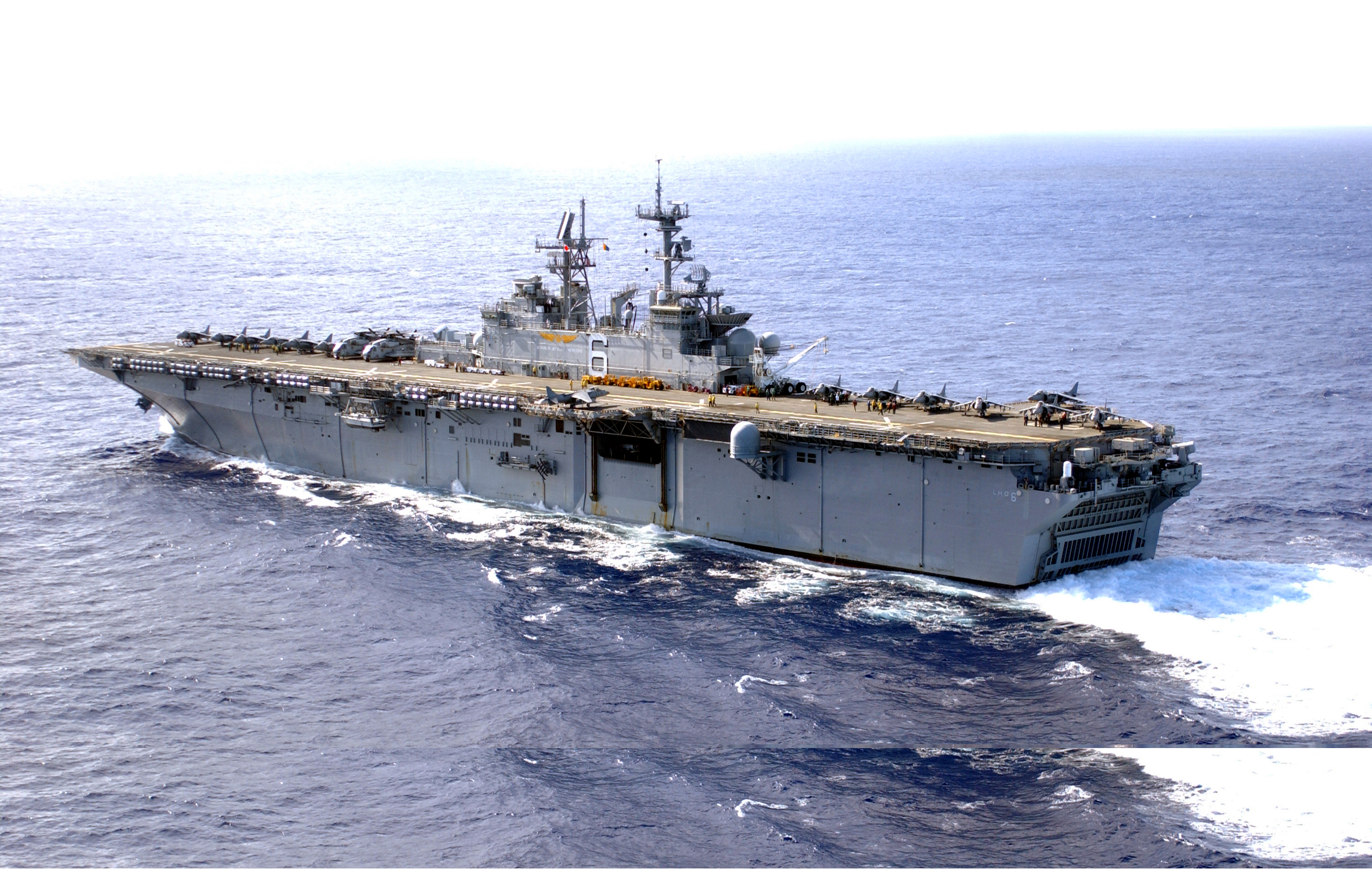
在反恐戰爭期間隸屬於西方兩棲特遣艦隊（ATF-W）以參與持久自由行動的好人理查號，2003年1月攝於太平洋上。
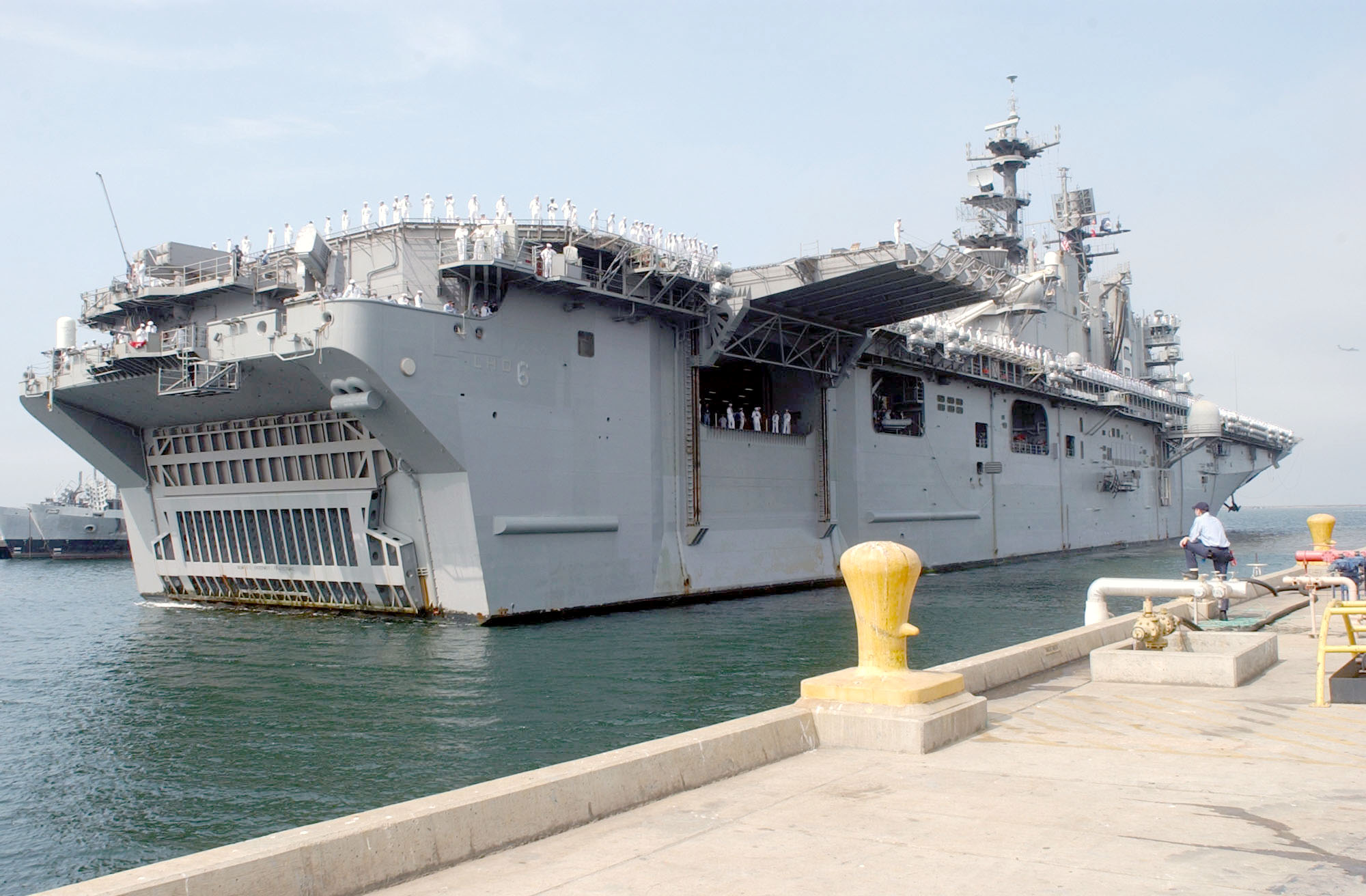
2003年6月好人理查號返回當時的母港加州聖地牙哥，艦上官兵正進行例行的「甲板列隊」（man the rails）儀式。照片中可以看到用於釋放登陸艇的艦尾閘門，而在右舷側的機庫升降機也已經上升至飛行甲板高度。
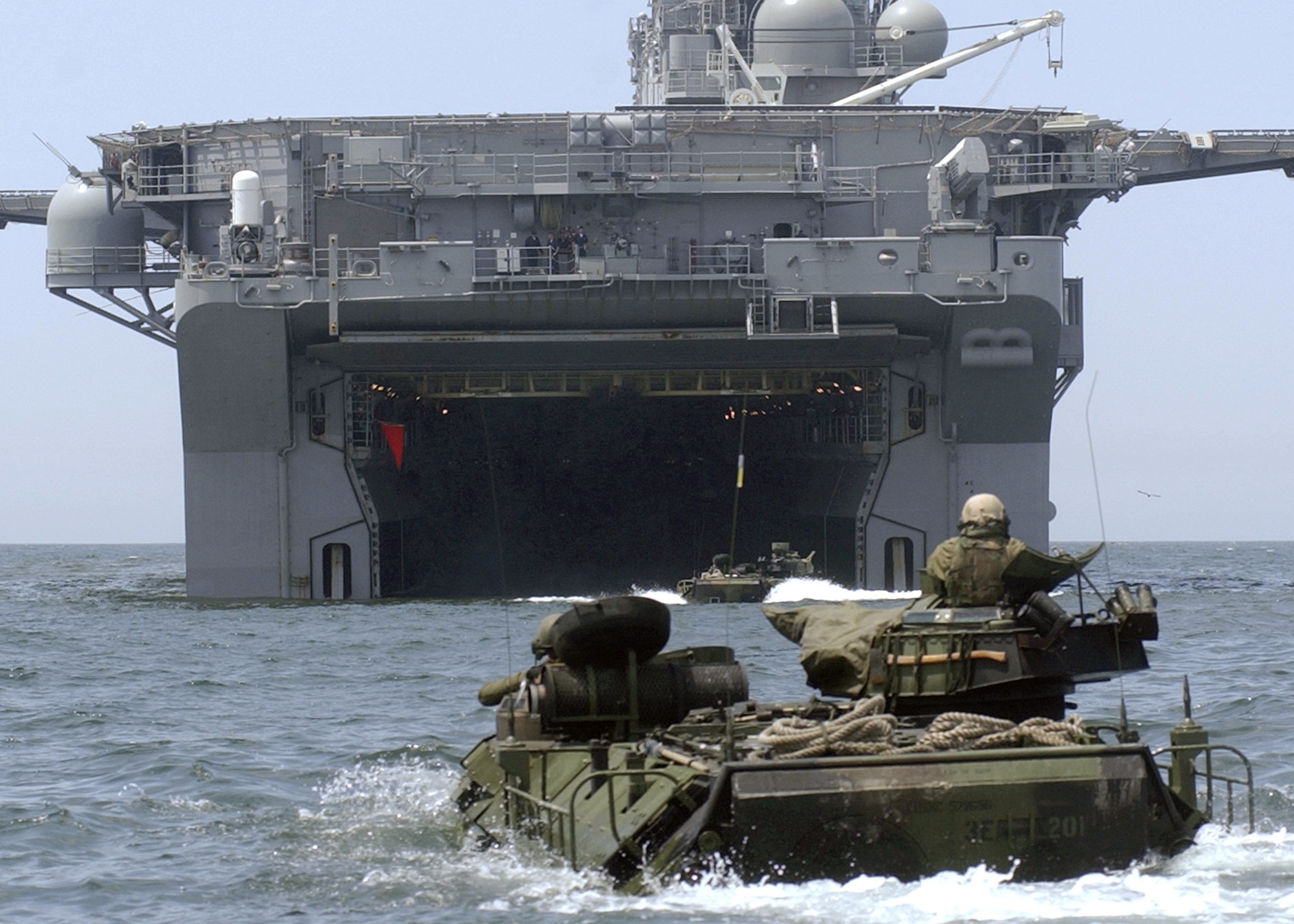
2004年4月，在加州外海進行訓練的好人理查號將艦尾的井圍甲板閘門打開以回收海軍陸戰隊的兩棲突擊載具（AAV）。
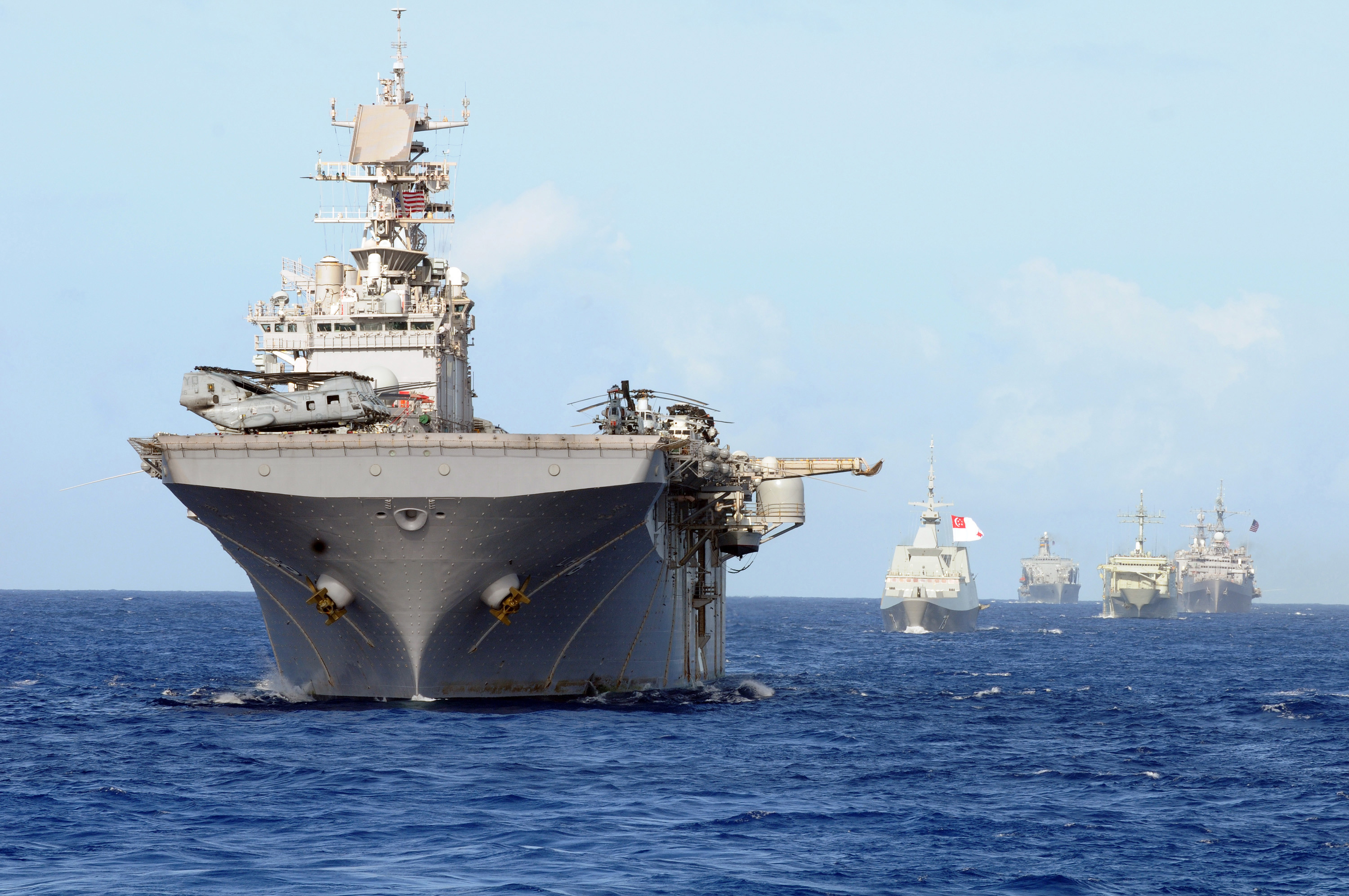
好人理查號攝於2010年環太平洋聯合演習（RIMPAC）期間。
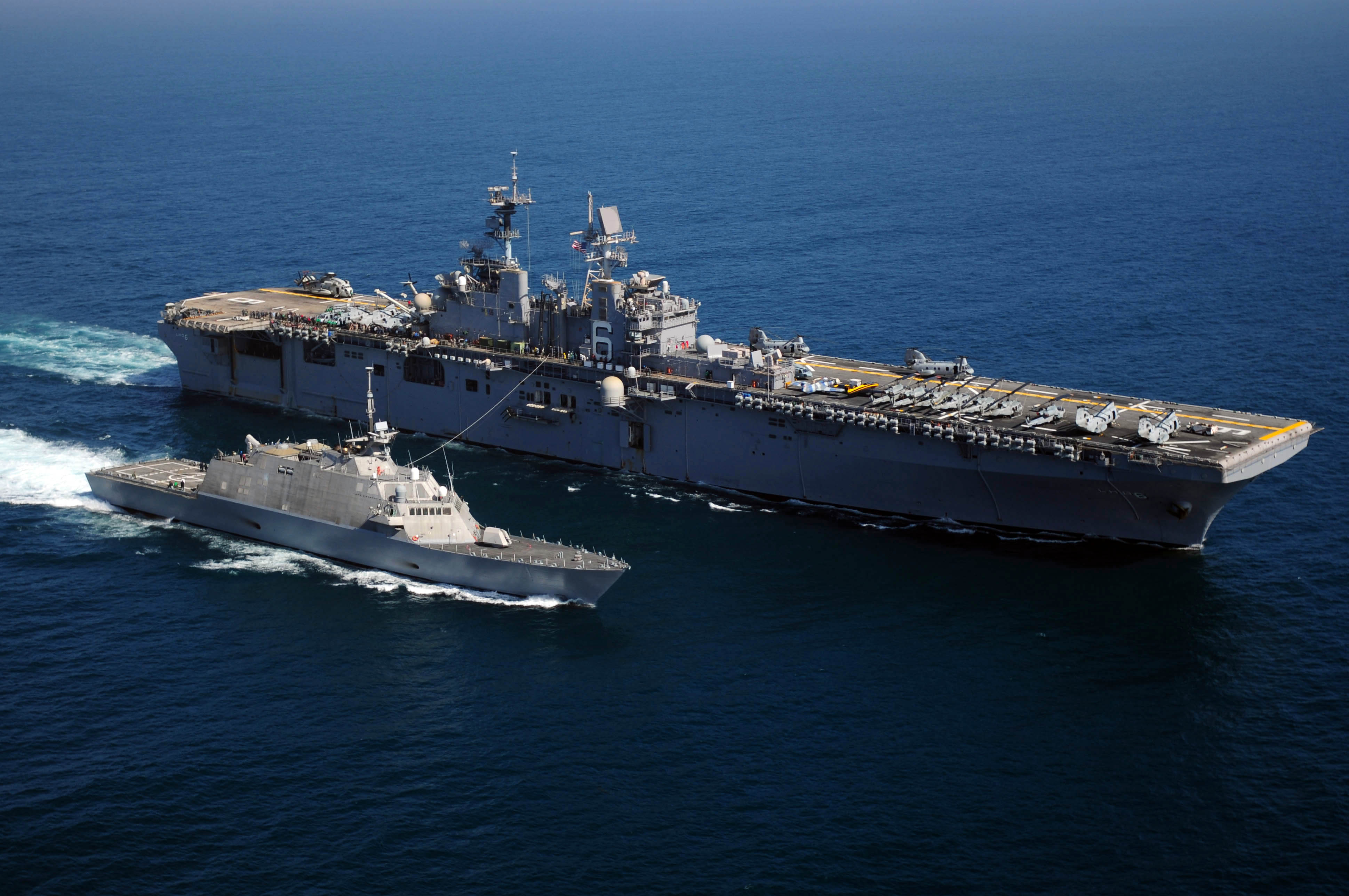
2010年6月，好人理查號在太平洋上與近岸戰鬥艦自由號（英语：USS Freedom (LCS-1)）（USS Freedom LCS-1）正在進行海上補給工作。
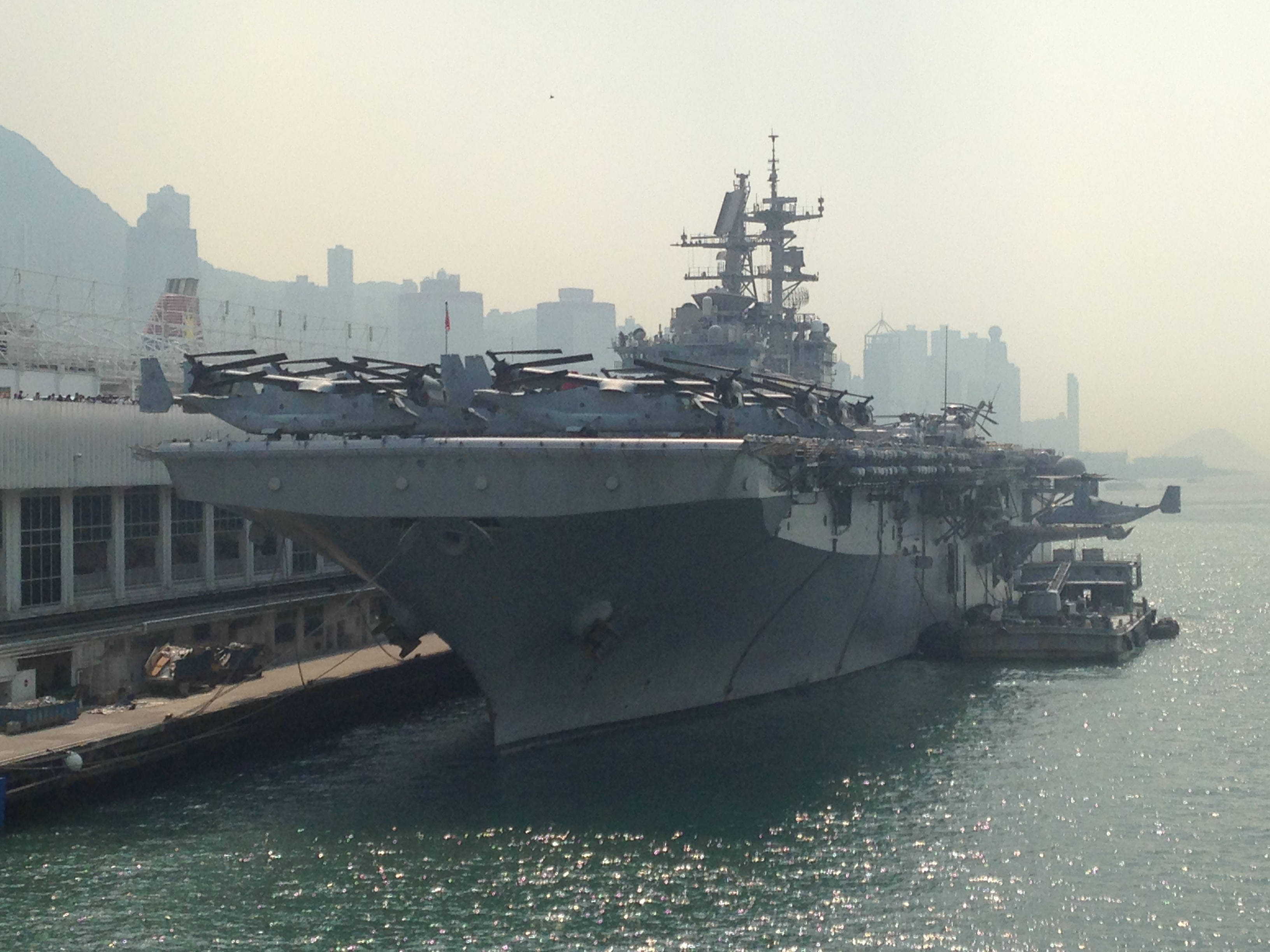
好人理查號停泊於香港海運大廈旁。攝於2013年9月訪港活動期間。
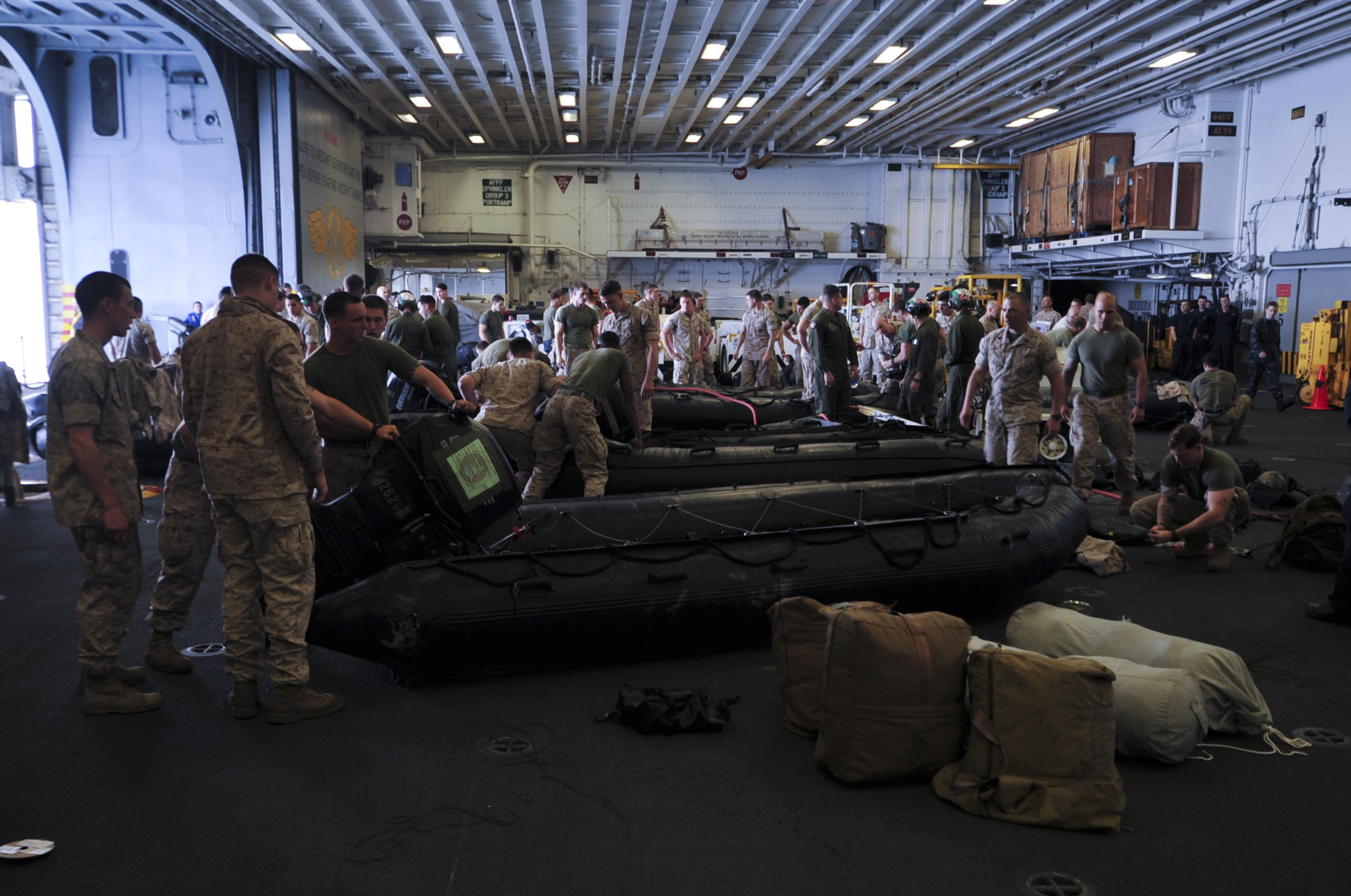
2014年4月16日，好人理查號上的美國海軍陸戰隊第三十一海軍遠征部隊官兵準備橡皮艇等器材，以參與世越號渡輪沉沒事故的救援行動。
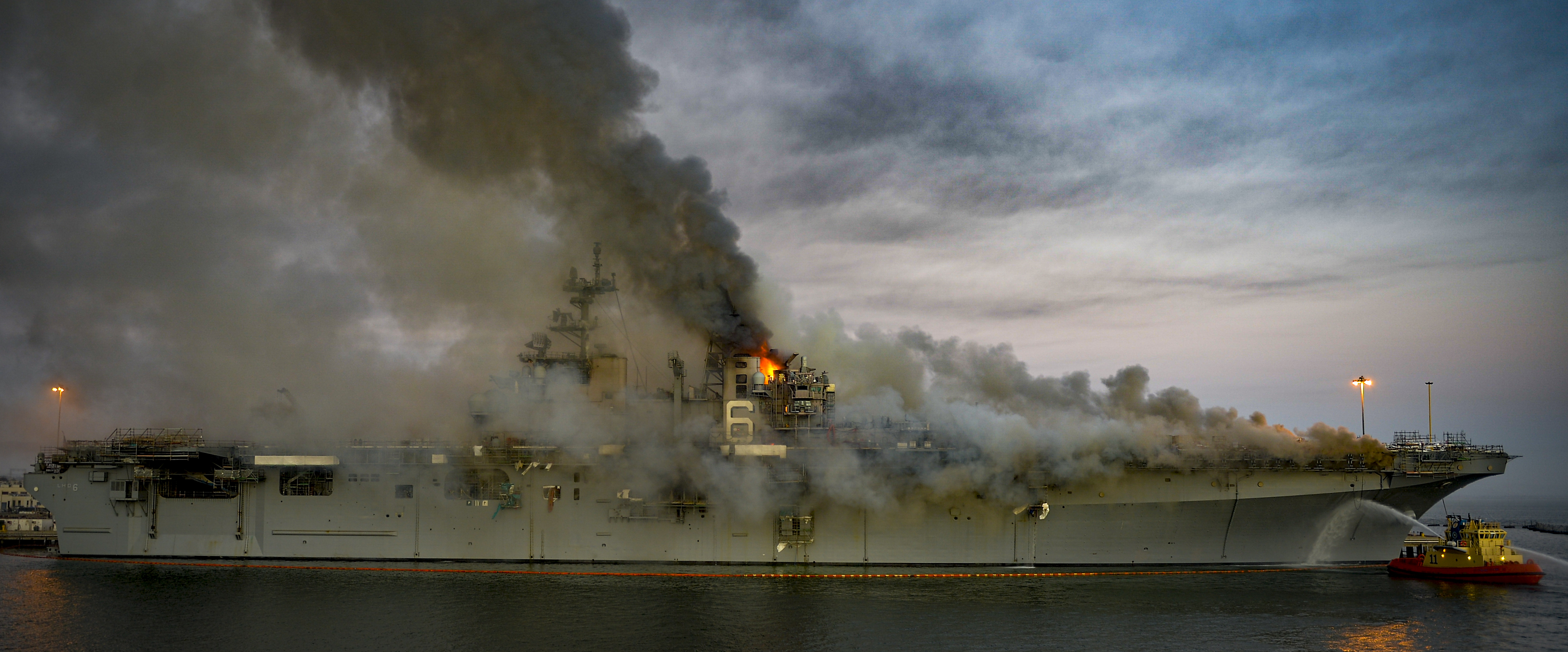
2020年7月12日發生火災的好人理查號
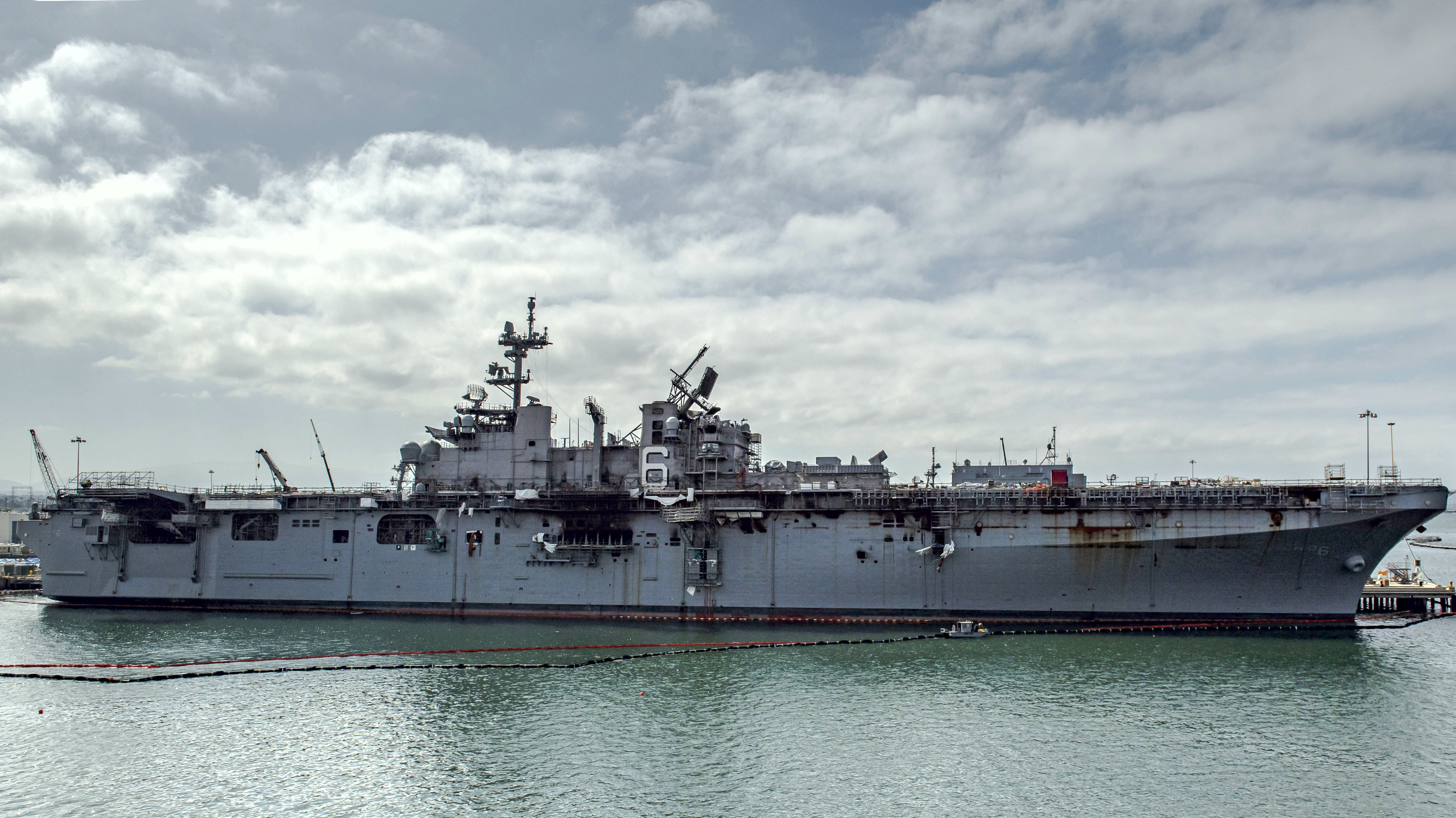
2020年7月16日，火災撲滅後的好人理查號
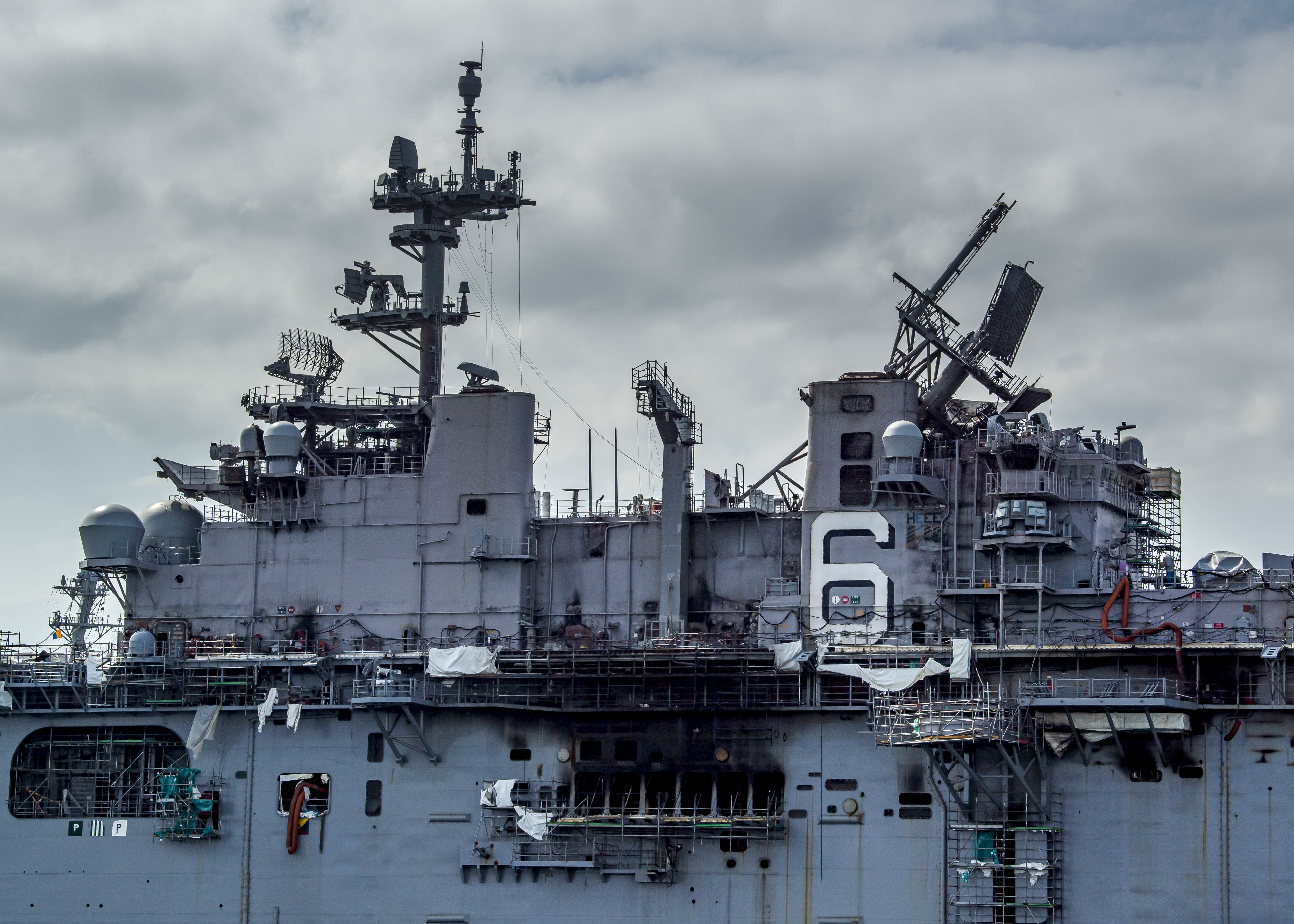
2020年7月16日，火災撲滅後的好人理查號上層結構

## 外部連結
- 好人理查號官方網站（页面存档备份，存于）（美國海軍）（英文）